# Don't Turn Away
Don't Turn Away is het debuutalbum van de Amerikaanse punkband Face to Face. Het werd oorspronkelijk uitgegeven door Dr. Strange Records in 1992 en werd een jaar later heruitgegeven door Fat Wreck Chords. Twee jaar later werd de derde track van het album, "Disconnected", opnieuw opgenomen voor het tweede studioalbum van de band, getiteld Big Choice. Het album werd, 23 jaar later op 16 december 2016, nog een keer heruitgegeven door Fat Wreck Chords.

## Nummers
1. "You've Done Nothing" - 1:59
2. "I'm Not Afraid" - 2:44
3. "Disconnected" - 3:27
4. "No Authority" - 2:42
5. "I Want" - 3:00
6. "You've Got a Problem" - 2:47
7. "Everything Is Everything" - 3:08
8. "I'm Trying" - 2:52
9. "Pastel" - 3:13
10. "Nothing New" - 3:26
11. "Walk Away" - 2:09
12. "Do You Care?" - 3:01
13. "1,000 X" - 2:32

### Fat Wreck Chords bonustracks (2016)
1. "Who You Are" - 1:56
2. "Don’t Turn Away" - 2:47

## Band
- Trever Keith - gitaar, zang
- Matt Riddle - basgitaar, zang
- Rob Kurth - drums